# شانتال دو بروین
شانتال دو بروین (انگلیسی: Chantal de Bruijn؛ زادهٔ ۱۳ february ۱۹۷۶ (۴۹ سال)) ورزشکار هاکی روی چمن اهل پادشاهی هلند است.
وی در مسابقات کشوری و بین‌المللی در مجموع برندهٔ ۳ مدال طلا، ۳ مدال نقره، ۳ مدال برنز شده‌است.